# Lepidium armoracia
Lepidium armoracia är en korsblommig växtart som beskrevs av Fisch. och Carl Anton von Meyer. Lepidium armoracia ingår i släktet krassingar, och familjen korsblommiga växter. Inga underarter finns listade i Catalogue of Life.